# المضإبي (العدين)

تعديل مصدري - تعديل

المضابي محلة تابعة لقرية الاشبوط، التابعة لعزلة جبل بحري بمديرية العدين إحدى مديريات محافظة إب في الجمهورية اليمنية.، بلغ تعداد سكانها 34 حسب تعداد اليمن لعام 2004.